# Genista falcata
Genista falcata är en ärtväxtart som beskrevs av Felix de Silva Avellar Brotero. Genista falcata ingår i släktet ginster, och familjen ärtväxter. Inga underarter finns listade i Catalogue of Life.